# فرانك مير
فرانك مير (بالإنجليزية: Frank Mir)‏ رياضي أمريكي محترف في فنون القتال المختلطة. وُلد في 24 ماي 1979.

## سجل الفنون القتالية المختلطة
| النتيجة | السجل | الخصم         | الطريقة                 | الحدث        | التاريخ        | الجولة | الزمن | المكان                                | ملاحظات |
| ------- | ----- | ------------- | ----------------------- | ------------ | -------------- | ------ | ----- | ------------------------------------- | ------- |
| خسر     | 16–7  | دانيال كورميي | تحكيم                   | -            | 20 أفريل 2013  | 3      | 5:00  | الولايات المتحدة                      |         |
| خسر     | 12–4  | بروك ليسنر    | ضربة فنية قاضية (لكمات) | يو إف سي 100 | 11 يوليو، 2009 | 2      | 1:48  | لاس فيغاس، الولايات المتحدة الأمريكية |         |
| فاز     | 3-11  | بروك ليسنر    | استسلام (مسكة الركبة)   | يو إف سي 81  | 2 فبراير، 2008 | 1      | 1:30  | لاس فيغاس، الولايات المتحدة الأمريكية |         |

## روابط خارجية
- فرانك مير على موقع IMDb (الإنجليزية)
- فرانك مير على موقع قاعدة بيانات الفيلم (الإنجليزية)
- فرانك مير على موقع بوكس ريك (الإنجليزية) (registration required)
- فرانك مير على موقع يو إف سي (الإنجليزية)
- فرانك مير على موقع بيلاتور (الإنجليزية)
- فرانك مير على موقع شيردوغ (الإنجليزية)
- فرانك مير على موقع Tapology.com (الإنجليزية)
- فرانك مير على موقع قاعدة بيانات المصارعة على الإنترنت (الإنجليزية)